# Personaggi di Demonbane
Questo è un elenco dei personaggi che appaiono nella serie visual novel Demonbane di Kugane Maruyama, pubblicata da Nitroplus e Kadokawa Shoten.

## Personaggi principali
Kurou Daijūji (大十字 九郎?, Daijūji Kurō)
Doppiato da: Kentarō Itō (anime), Healthy Tarō (PC)
Kurou è il protagonista della serie. Si iscrisse come studente di archeologia alla Miskatonic University, ma la usò come copertura per il suo vero intento in stregoneria sotto la guida del dottor Henry Armitage. Durante un tentativo di entrare in biblioteca per leggere uno dei grimori proibiti, fu attaccato da Wilbur Whateley e quasi ucciso, facendolo allontanare dall'occulto e abbandonando completamente l'università. Continuò a lavorare come investigatore privato, sfiorando finanziariamente la povertà, fino al giorno in cui viene assunto dal gruppo finanziario Hadou per acquisire un grimorio. Nella sua ricerca, incontra Al-Azif e le circostanze lo costringono a fare un contratto con lei, diventando il pilota dell'imitazione di una Deus Machina, Demonbane (デモンベイン?, Demonbein). Kurou ha un forte senso di giustizia e moralità, sostenendo che non vi è alcuna logica alla base del suo desiderio di aiutare e proteggere gli altri oltre al fatto che lo lascerebbe con rimpianti e rimorsi se li abbandonasse semplicemente, un sentimento che descrive come "un cattivo retrogusto". Dopo aver compreso la disumanità di Master Therion, arriva a odiare l'uomo con passione, alimentando la sua determinazione per distruggere la Black Lodge. Il potere del Necronomicon consente a Kurou di trasformarsi in un Magius, aumentando le sue capacità fisiche e magiche a livelli sovrumani e dandogli la possibilità di volare. Il Necronomicon stesso è una vasta documentazione di questioni relative ai Grandi Antichi e che sfruttano il loro potere sotto forma di incantesimi, come la tessitura magica (Atlach-Nacha), la creazione di illusioni (lo Specchio di Nitocris) e l'evocazione di potenti armi magiche (la Scimitarra di Barzai). Kurou in seguito acquisisce un paio di pistole che fungono da condotti per il potere di due Grandi Antichi, Cthugha e Ithaqua. Cthugha spara proiettili che esplodono in un fuoco magico mentre Ithaqua spara proiettili che tracciano magicamente i punti deboli del bersaglio, nascondendosi su di essi e cambiando traiettoria per evitare le difese del bersaglio. La Deus Machina di Kurou è Demonbane, una macchina artificiale con un potere quasi uguale a quello di una vera Deus Machina. Grazie alla presenza di Al, è in grado di incanalare tutti gli incantesimi e le armi di Kurou su una scala più ampia. Inoltre, possiede Timaeus e Critias, due dispositivi integrati nei suoi parastinchi che possono distorcere il tempo e lo spazio, garantendogli una maggiore velocità e manovrabilità nonché teletrasporto a corto raggio, e possono essere impiegati in uno dei suoi attacchi distintivi, l'Atlantis Strike. Tuttavia il suo attacco più noto è il Lemuria Impact, un incantesimo di sublimazione a punto zero che genera calore e pressione infiniti. Il potere distruttivo di questo incantesimo è tale che può essere usato solo con l'approvazione di Ruri, tramite il Codice di Naacal. Nel corso della storia, Demonbane acquisisce la capacità di volare e usare lo Shining Trapezohedron, un artefatto con il potere di abbattere e sigillare le barriere dimensionali.
Il nome di Kurou è la romanizzazione giapponese di Titus Crow, il personaggio principale di una serie di romanzi horror scritti da Brian Lumley che fanno parte dei Miti di Cthulhu.
Al Azif (アル・アジフ?, Aru Ajifu)
Doppiata da: Rie Kanda
La copia originale del Necronomicon (ネクロノミコン?, Nekuronomikon) e probabilmente il più potente grimorio esistente, in grado di assumere l'aspetto di una giovane ragazza. Al Azif fa un patto con Kurou dopo essere stata inseguita dalla Black Lodge, permettendogli di accedere al suo potere quasi illimitato. Quando Kurou diventa un Magius, Al si trasforma in una versione chibi di sé stessa; allo stesso modo, quando ottiene l'accesso al Demonbane, Al funge da pilota secondario della Deus Machina. Normalmente diretta, audace e ottimista, Al è anche impaziente con coloro che sono lenti ad agire in situazioni di pericolo, ma si rende conto ogni volta che lei e Kurou sono surclassati da membri più potenti della Black Lodge. A differenza dei suoi precedenti maestri, confida a Kurou che è la prima persona a trattarla come una persona, piuttosto che un'arma. Nell'anime si innamora di Kurou.
Il nome "Al Azif" è di origine araba e significa "suono notturno prodotto dagli insetti” - che la tradizione popolare identifica con il linguaggio dei demoni. Secondo il mito lovecraftiano, Al Azif è il nome originale del Necronomicon.
Ruri Hadou (覇道 瑠璃?, Hadō Ruri)
Doppiata da: Junko Asami (anime), Anna Akashi (PC)
Una ragazza di sedici anni a capo del gruppo finanziario Hadou, Ruri esercita un potere considerevole ad Arkham City. Dopo che i suoi genitori furono assassinati dagli agenti della Black Lodge, venne cresciuta da suo nonno, Kouzou Hadou. Si preoccupava profondamente per lui e cercò di essere all'altezza della sua eredità pilotando il Demonbane in battaglia. A tal fine, impiega Kurou per cercare un grimorio adatto, ma le circostanze mettono invece i controlli della Deus Machina nelle mani del ragazzo. Sebbene inizialmente rimanga amareggiata dal fatto che qualcuno al di fuori del gruppo Hadou piloti l'eredità di suo nonno, ingoia il suo orgoglio e dirige l'equipaggio di supporto del Demonbane da un centro di comando sotterraneo. Col passare del tempo, Ruri dipende sempre più da Kurou, e alla fine si rende conto che il suo risentimento è ingiustificato, dato che non è adatta al combattimento in prima linea. Dopo essere stata ferita mentre difende i rifugi sotterranei di Arkham City dalla Black Lodge, Ruri fa un contratto con Al e tenta di combattere al posto suo. Sebbene non sia ancora in grado di competere con l'Anticross, risulta fondamentale per rianimare Kurou e ribaltare l'equilibrio della battaglia. Prima che Kurou insegua Master Therion, gli confessa il suo amore e promette di aspettare che ritorni, sebbene per un anno intero non ci siano notizie. A sua insaputa, Kurou viene sconfitto quando Nyarlathotep è in grado di sfruttare la crescente gelosia di Al per distrarla in un momento critico. Al è ancora in grado di attraversare il tempo per dare la parola ai suoi ultimi momenti a Ruri, ma lei rifiuta di accettare la sconfitta e rinnova il suo contratto, che la trascina attraverso le dimensioni nel luogo della battaglia finale. Con il suo aiuto, Kurou è in grado di sconfiggere Master Therion e ripristinare la linea temporale al suo stato corretto. Poiché la Black Lodge viene cancellata dalla storia, Ruri perde i ricordi della storia relativa a essa. Decide di frequentare la Miskatonic University e finisce per incontrare nuovamente Kurou, mentre Al veglia, accettando che non può stare insieme a lui. Ruri generalmente coordina gli sforzi del team di supporto del Demonbane, composto dalle sue cameriere personali, Makoto, Sonia e Chiaki, dalla loro base segreta sotterranea. Come capo del gruppo finanziario Hadou possiede eccellenti capacità di leadership e organizzative. Quando fa un contratto con Al, ottiene la capacità di trasformarsi in una Magius e ha tutte le stesse abilità di Kurou, sebbene non abbia esperienza di combattimento: ad esempio, Ruri si dimostra incapace di impugnare la Scimitarra di Barzai con una mano e generalmente usa Cthugha o Ithaqua, ma non entrambe. È anche in grado di pilotare il Demonbane.
Leica Crusade (ライカ・クルセイド?, Raika Kuruseido)
Doppiata da: Nami Kurokawa (anime), Mina Motoyama (PC)
Una suora di una chiesa locale, si prende cura di Kurou ogni volta che viene a cercare cibo a causa della sua mancanza di finanze, anche se qualsiasi pagamento che riceve nel suo lavoro le viene automaticamente assegnato. Kurou incontrò Leica quando si trasferì per la prima volta ad Arkham City e lei lo riparò dagli elementi per un po'. I due poi strinsero una facile amicizia, con Kurou che torna di tanto in tanto per giocare con George, Colin e Alison, i tre orfani che vivono insieme a lei. Pur essendo compassionevole, Leica è anche astuta e percettiva, in grado di dedurre quando Kurou si sta mettendo in situazioni pericolose. Leica è in genere un personaggio secondario ma diventa una protagonista nella sua parte di trama in cui viene rivelato che era un soggetto di prova nel Progetto Moonchild, un esperimento condotto dal futuro Anticross Vespasianus, al fine di creare la Sacerdotessa C, un essere in grado di interfacciarsi e controllare Cthulhu. I soggetti del test sono stati potenziati artificialmente in vari modi, con Leica che divenne un'arma vivente dotata di incantesimi magici compressi incorporati nel suo corpo che potevano essere schierati a piacimento. Alla fine fuggì e si nascose tra la popolazione di Arkham City e diventando una suora, mentre decide di combattere contro la Black Lodge come l'eroe Metatron. Alla fine del suo percorso, viene trasportata insieme a Demonbane attraverso il tempo e lo spazio, combattendo contro il Liber Legis prima di una resa dei conti finale con l'angelo nero Sandalphon, che le si oppone costantemente. Dopo che il tempo e lo spazio si sono riaffermati, viene trasportata da Al ad Arkham City con il suo passato come Metatron e la sua associazione con il Progetto Moonchild riscritti. Rispettando la richiesta di Kurou, Al gli consente di conservare i suoi ricordi della cronologia precedente e continua a perseguire una relazione con Leica. Come Metatron, Leica cerca di dissuadere Kurou dall'affrontare la Black Lodge, e non crede di essere l'eroe della giustizia come la considera la popolazione di Arkham City. Possiede un'armatura bianca angelica che la protegge dai danni e le permette di volare. L'armatura è inoltre dotata di uno scrambler vocale che nasconde la sua vera identità. Metatron può anche manifestare lame sul polso e cannoni a fasci sugli avambracci, ed è anche un abile combattente corpo a corpo. Come si addice a un'eroina trasformatrice, ha anche un attacco caratteristico, lo Slash Cross. Più avanti nella storia acquisisce l'Hunting Horror, una motocicletta volante creata dal Dottor West che incorpora pagine dei Manoscritti Pnakotici, dandole alcune delle caratteristiche di una Deus Machina. L'Hunting Horror può essere guidata efficacemente solo da un individuo che è stato potenziato artificialmente, come Metatron o Sandalphon.
"Metatron" è il nome di un angelo prevalente nella Cabala ebraica e in altre fonti occulte. George è un riferimento a George Hay, un editore di una versione del Necronomicon, mentre Colin deriva da Colin Wilson, un filosofo britannico che ha scritto diverse storie intorno ai Miti di Cthulhu. Alison prende il nome da Alison Hay, figlia di George Hay.

## Personaggi secondari
Winfield (ウィンフィールド?, Winfīrudo)
Doppiato da: Takehito Koyasu (anime), Hayato Jūmonji (PC)
Guardia del corpo personale di Ruri e capo maggiordomo della tenuta Hadou, Winfield è un uomo educato e possiede una grande abilità nel pugilato, in grado di stare alla pari anche con i membri più mortali della Black Lodge. Il suo nome è un omaggio a Winfield Scott Lovecraft, il padre di Howard Phillips Lovecraft.
Nya (ナイア?, Naia)
Doppiata da: Ai Orikasa
Una misteriosa donna vestita di nero con degli occhiali, o un uomo, vestito sempre di nero, con orecchini strani e chiamato Naia. Appare per la prima volta come la proprietaria di una vecchia libreria quando Kurou viene assunto dal gruppo finanziario Hadou per cercare un grimorio. In realtà, Nya/Naia è Nyarlathotep, uno dei cosmici Dei Esterni che orchestra la maggior parte degli eventi della serie.

## Black Lodge
Master Therion (マスターテリオン?, Masutā Terion)
Doppiato da: Hikaru Midorikawa
L'attuale capo della Black Lodge con il titolo di Gran maestro, Master Therion si presenta come un giovane dall'espressione sprezzante e annoiata e si preoccupa poco di coloro che non possono eguagliare il suo vasto potere mistico, quindi permette a Kurou di sopravvivere ai loro numerosi scontri in modo da fornirgli una sfida e un divertimento. È il controllore della Deus Machina Liber Legis. In seguito si scopre che è il figlio del Dio Esterno Yog-Sothoth, il cui compito è quello di evocare il padre per permettere agli altri Dei Esterni di invadere la Terra. Il personaggio sembra essere ispirato a Wilbur Whateley del racconto L'orrore di Dunwich (il quale è anche presente nell'opera come citazione) mentre "Therion", parola greca che sta per "animale selvatico" o "bestia", sembra essere un rimando al gemello mostruoso di Wilbur che dà nome al racconto; "Master Therion" era, inoltre, uno pseudonimo dell'occultista britannico Aleister Crowley.
Etheldreda (エセルドレーダ?, Eserudorēda)
Doppiata da: Rie Kanda
Meglio conosciuta come i Manoscritti Pnakotici (ナコト写本?, Nakoto Shahon), Etheldreda è l'avatar umano del grimorio di Master Therion. A differenza della schietta Al Azif, è calma, colta e silenziosa, completamente obbediente al suo padrone. Prende il nome dal cane di Aleister Crowley.
Dottor West (ドクター・ウェスト?, Dokutā Wesuto)
Doppiato da: Takumi Yamazaki (anime), Prof. Shiryū (PC)
Uno scienziato pazzo sgargiante ed eccentrico della Black Lodge, lavora nell'organizzazione per portare avanti le sue ricerche sulla meccanica e le armi; porta sempre con sé una chitarra elettrica. Funge da fonte comica per la serie, a causa della sua propensione a subire vari incidenti e sconfitte per mano del gruppo finanziario Hadou. A differenza degli altri membri della Black Lodge, Dottor West non possiede alcuna abilità magica, quindi ricorre a un semplice assortimento di mitragliatrici e lanciarazzi. Tuttavia, costruisce alcuni robot distruttori per combattere il Demonbane. Il suo nome deriva da Herbert West, personaggio del racconto Herbert West, rianimatore di H.P. Lovecraft.
Elsa (エルザ?, Eruza)
Doppiata da: Mikako Satō (anime), Hina Kamimura (PC)
Una delle creazioni del Dottor West, Elsa è un ginoide, costruita per essere più forte e più veloce di un normale essere umano, dotata di un paio di tonfa. Sebbene riconosca Kurou come suo nemico, durante uno scontro in cui la salva, Elsa ammette il suo amore per Kurou, con grande confusione di quest'ultimo. Termina la maggior parte delle sue frasi con il suffisso "robo". Il suo nome deriva probabilmente da Elsa Sullivan Lanchester, la star del film La moglie di Frankenstein.
Sandalphon (サンダルフォン?, Sandarufon) / Ryuuga Crusade (リューガ・クルセイド?, Ryūga Kuruseido)
Doppiato da: Nobuyuki Hiyama
Un angelo nero che possiede un equipaggiamento simile a quello di Metatron e invariabilmente sembra confrontarsi con l'angelo bianco. È un membro del circolo interno della Black Lodge, ma si distingue da tutti loro e mostra poco interesse a combattere i deboli. Sandalphon in genere ha un ruolo secondario nella storia, ma diventa l'antagonista principale nella trama di Leica. Viene rivelato che il suo vero nome è Ryuuga Crusade, il fratello di Leica e un altro soggetto di prova nel Progetto Moonchild. Sebbene fosse un maschio e quindi non avesse una reale prospettiva di diventare la Sacerdotessa C, era ancora in fase sperimentale e aveva una dinamo magica impiantata nel suo corpo, donandogli abilità di combattimento sovrumane. Sebbene non sapesse quale sarebbe stato il destino finale dei soggetti del test, Ryuuga continuava a non diffidare degli scienziati e progettava di prendere Leica e fuggire. Amava il cielo e il suo sogno era volare con gli uccelli. Il primo tentativo di fuga di Ryuuga ebbe successo ma fu sopraffatto da Vespasianus, mentre il suo secondo tentativo fu interrotto quando Leica fu manipolata per attaccarlo. Riportò ferite gravi e venne messo in coma. Il ricordo dell'incidente gli venne distorto facendogli credere che Leica l'avesse ucciso, causando la nascita di un odio che alla fine si trasformerà in un'ossessione consumante per l'uccisione di Metatron. Vespasianus gli fornì il suo equipaggiamento e gli diede il nome di Sandalphon, rendendolo un agente della Black Lodge. Sandalphon si scontra ripetutamente con Metatron nel corso della storia e nella trama di Leica, venendo attirato nella scena della battaglia finale insieme a Demonbane e Liber Legis. Senza Master Therion, Etheldreda non è in grado di combattere il Demonbane in termini equi e tenta di prendere il controllo di Sandalphon per usarlo come pilota, ma lui le si ritorce contro, consumandola e acquisendo la piena conoscenza dei Manoscritti Pnakotici e prendendo il controllo di Liber Legis, iniziando a combattere Demonbane. Viene sconfitto ma continua a combattere Metatron. Leica gli assesta un colpo fatale e muore tra le sue braccia, in uno stato di pace, se non di sanità mentale. In tutti gli altri percorsi viene ucciso da Metatron in un duello verso la fine della storia. Sandalphon è un maestro di arti marziali e la dinamo magica impiantata nel suo corpo gli dà una forza sovrumana. Inoltre la sua armatura gli fornisce una maggiore durata, volo e uno scrambler vocale che nasconde la sua identità. Il suo odio patologico nei confronti di Metatron gli garantisce una certa resistenza al dolore e gli permette di sopportare colpi altrimenti paralizzanti. Quando consuma Etheldreda, Sandalphon diventa in grado di pilotare Liber Legis e usare tutto il suo arsenale. "Sandalphon" è il nome di un arcangelo che viene indicato da alcuni testi durante il periodo midrashico come fratello gemello di Metatron.

### Anticross
L'Anticross (逆十字?, Anchikurosu) è un gruppo composto dai sette stregoni più potenti della Black Lodge e rispondono direttamente a Master Therion. Ognuno dei loro nomi è preso dagli imperatori dell'Impero romano.
Augustus (アウグストゥス?, Augusutusu)
Doppiato da: Norio Wakamoto
Il braccio destro di Master Therion e l'autoproclamato "Imperatore della Terra", è il capo degli Anticross. Possiede il grimorio Il Ramo dorato (金枝篇?, Kinshihen) e controlla la Deus Machina Legacy of Gold. Nel gioco, la sua forma è quella che Nya prende in risposta alla perdita contro Kurou e Al.
Titus (ティトゥス?, Titusu)
Doppiato da: Jōji Nakata
Un samurai a quattro braccia, capace di far fuoriuscire delle spade dai suoi palmi, e possessore del grimorio Cultes des Goules (屍食教典儀?, Shishokukyō Tengi) e della Deus Machina Ogre.
Tiberius (ティベリウス?, Tiberiusu)
Doppiato da: Kazuki Yao
Una figura avvolta in abiti neri a strisce rosse, Tiberius non è altro che un cadavere scheletrico con il volto coperto da una maschera simile a una lucertola che riflette il suo umore attuale: verde per la felicità, rosso per la rabbia e blu per l'agonia. Sadico e deliziato dal dolore altrui, è il proprietario del grimorio De Vermis Mysteriis (妖蛆の秘密?, Yōshu no Himitsu, lett. I Segreti del Verme) e della Deus Machina Belzebuth.
Caligula (カリグラ?, Carigura)
Doppiato da: Daisuke Gōri (anime), Kenta Miyake (Super Robot Wars UX)
Un individuo alto e forte che nasconde il suo volto dietro a una maschera di teschio, è spesso visto insieme al collega Claudius. Caligola possiede il grimorio Cthäat Aquadingen (ト神クタアト?, Suijin Kutāto, lett. Il Dio dell'acqua Cthäat) e controlla la Deus Machina Kraken.
Claudius (クラウディウス?, Kuraudiusu)
Doppiato da: Tomoko Kawakami (anime), Yuka Imai (PS2 e Super Robot Wars UX)
Vestito con abbigliamento sportivo moderno, Claudius appare malizioso, infantile ed è agile, ma risulta avventato nelle sue decisioni. Possiede il grimorio Frammenti di Celaeno (セラエノ断章?, Seraeno Danshō) e controlla la Deus Machina Lord Byakhee.
Vespasianus (ウェスパシアヌス?, Wesupashianusu)
Doppiato da: Masashi Hirose
Un uomo dai capelli rossi vestito di grigio e ha la tendenza a ripetere le sue parole. Possiede il grimorio Libro di Eibon (エイボンの書?, Eibon no Sho) e controlla la Deus Machina Cykranosh.
Nero (ネロ?)
Doppiata da: Mia Naruse (anime), Ari Hinohara (Super Robot Wars UX)
Con un aspetto infantile e nota come "il più grande e più cattivo mago" del mondo, Nero è l'unica donna nell'Anticross, e possiede il grimorio Unaussprechlichen Kulten (無名祭祀書?, Mumei Saishisho, lett. Il Libro dei Rituali senza nome) e la Deus Machina Nameless One. Per ingannare Kurou, Nero finge di avere un'amnesia e guadagna la sua fiducia sviluppando una seconda personalità chiamata Ennea (エンネア?). Il termine "ennea" può riferirsi all'Enneagramma della personalità, un sistema che descrive nove tipi di personalità distinti e le loro interrelazioni.

## Personaggi che appaiono in altri media
Another Blood (アナザーブラッド?, Anazā Buraddo)
Una misteriosa ragazza in rosso che possiede il potere della magia del sangue. Appare davanti a Kurou e Al e rivela di essere l'edizione sanguigna del Necronomicon. Richiama la Deus Machina Demonbane Blood per combattere con Kuzaku. È anche un'altra possibilità di Kuzaku, ma non è mai nata a causa del fatto che il suo futuro non è stato raggiunto da Kurou e Al Azif. Disprezza sua madre e ama suo padre al punto da voler prendere il posto della prima. Another Blood appare solo in Kishin Hishou Demonbane.
Azrad (アズラッド?, Azuraddo)
L'ex maestro di Al Azif, è il pilota della Deus Machina Aeon. Un giovane gentiluomo arabo ossessionato dalla vendetta, Azrad appare nel romanzo prequel Kishin Taidou Demonbane e nella visual novel Kishin Hishou Demobane. Il suo nome deriva dal personaggio di Abdul Alhazred, che Lovecraft accredita come il creatore del Kitab al-Azif, meglio noto come Necronomicon.
Kuzaku (九朔?)
Conosciuto anche come Two-Sword/Two-Gun (二闘流（トゥーソード/トゥーガン）?, Tū Sōdo/Tū Gan), grazie alla sua abilità con una serie di lame (Lloigor & Zhar) e pistole (Cthugha & Ithaqua) doppie. Si presenta come un ragazzo dai capelli lunghi raccolti in una treccia e possiede l'aura di un cavaliere. Dopo aver inseguito una ragazza in rosso diventa il pilota della Deus Machina Demonbane Two-Sword. Il suo nome completo è Kuzaku Daijuji (大十字九朔?, Daijūji Kuzaku), figlio di due Dei Antichi di un'altra dimensione. Dopo la sua nascita, fu lasciato alle cure di Ruri Hadou nel "mondo originale" in cui si svolge la visual novel. Porta rancore verso suo padre per "averlo buttato via".
Laban Shrewsbury (ラバン・シュリュズベリイ?, Raban Shuryuzuberii)
Un professore della Miskatonic University, viene visto occasionalmente indossare un cappotto nero con sfumature. Essendo l'autore del grimorio Frammenti di Celaeno, possiede la sua copia originale, con cui può evocare la Deus Machina Ambrose, una versione più potente di Lord Byakhee. Hazuki è l'avatar umano dei Frammenti di Celaeno e lo considera come un "padre". Sia il professor Shrewsbury che Hazuki appaiono solo in Kishin Hishou Demonbane. Il suo nome deriva dal protagonista omonimo di The Trail of Cthulhu, una raccolta di racconti scritti dallo scrittore August Derleth. La parola "hazuki" (葉月) è il nome dell'ottavo mese del calendario giapponese.

## Fonti
- (EN) Demonbane characters, su Demonbane wiki.